# Amt Kirchspielslandgemeinde Lunden

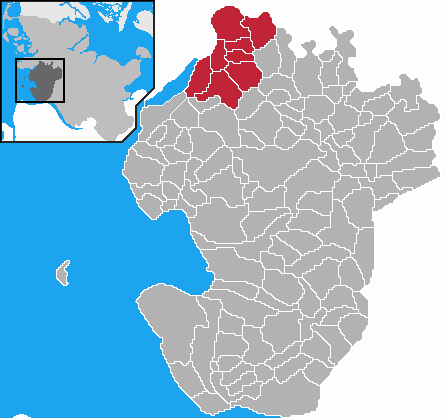
Lage des ehem. Amtes KLG Lunden im Kreis Dithmarschen

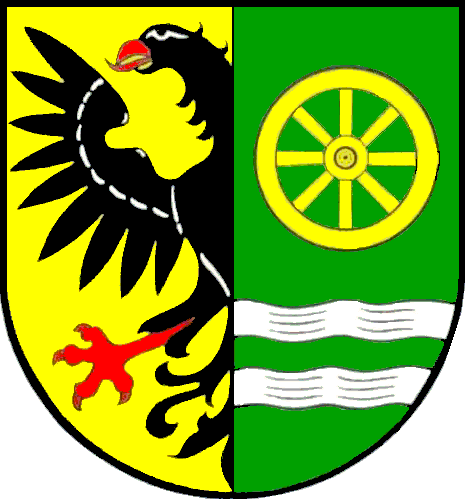
Wappen des ehem. Amtes KLG Lunden

Das Amt Kirchspielslandgemeinde Lunden war ein Amt im Kreis Dithmarschen in Schleswig-Holstein mit Verwaltungssitz in der Gemeinde Lunden. Seit dem 1. Januar 2008 bilden seine Gemeinden zusammen mit den Gemeinden der Ämter Kirchspielslandgemeinde Hennstedt und Kirchspielslandgemeinde Tellingstedt das Amt Kirchspielslandgemeinden Eider.
Das Amt hatte eine Fläche von 100 km² und zuletzt gut 5000 Einwohner in den Gemeinden
1. Groven
2. Hemme
3. Karolinenkoog
4. Krempel
5. Lehe
6. Lunden
7. Rehm-Flehde-Bargen
8. Sankt Annen

## Wappen
Blasonierung: „Gespalten von Gold und Grün. Vorn ein rotbewehrter, halber schwarzer Adler am Spalt, hinten ein goldenes Wagenrad über einem doppelten silbernen Wellenbalken.“
Mit dem halben schwarzen Adler greift das Amtswappen ein historisches, den Wappen einiger altdithmarsischer Wappengeschlechtseschlechter und der Gemeinde Lunden entlehntes heraldisches Zeichen auf. Das wahrscheinlich im Zusammenhang mit der Stadtwerdung Lundens im Jahr 1529 verliehene Wappensymbol sollte seinerzeit vermutlich den Anspruch bildlich zum Ausdruck bringen, dass man sich in Dithmarschen, den freien Reichsstädten vergleichbar, nur dem Römischen Reich und seinem Kaiser  untertan fühlte, jedoch keinem Landesfürsten. Aber auch der Einfluss Peter Swyns, des damaligen führenden Landespolitikers der Bauernrepublik und Hauptes der Wurtmannen, scheint in dieser anspruchsvollen Figurenwahl sichtbar zu werden. Das Rad des Bauernwagens vertritt die Landwirtschaft, die den Bereich des Amtes Kirchspielslandgemeinde Lunden bis zur Gegenwart überwiegend prägt. Der grüne Schildhintergrund deutet den fruchtbaren Boden an, der teilweise dem Meer und, worauf der doppelte silberne Wellenbalken hinweist, der Eider abgewonnen wurde. Die Eider begrenzt den Amtsbezirk im Norden und Westen. Die acht Speichen des goldenen Wagenrades stellen die acht dem Amt Kirchspielslandgemeinde Lunden zugehörigen Gemeinden dar.